# Катерино-Платонівська сільська рада
Катери́но-Плато́нівська сільська́ ра́да — колишня адміністративно-територіальна одиниця та орган місцевого самоврядування в Ширяївському районі Одеської області. Адміністративний центр — село Катерино-Платонівка.

## Загальні відомості
Катерино-Платонівська сільська рада утворена в 1963 році.
- Територія ради: 131,004 км²
- Населення ради: 1 798 осіб (станом на 2001 рік)
- Територією ради протікає річка Овраг Дубовий

## Населені пункти
Сільській раді були підпорядковані населені пункти:
- с. Катерино-Платонівка
- с. Ганно-Покровка
- с. Крижанівка
- с. Маркевичеве
- с. Новоукраїнка

## Населення
Згідно з переписом УРСР 1989 року чисельність наявного населення сільської ради становила 1890 осіб, з яких 906 чоловіків та 984 жінки.
За переписом населення України 2001 року в сільській раді мешкало 1800 осіб.

### Мова
Розподіл населення за рідною мовою за даними перепису 2001 року:
| Мова       | Відсоток |
| ---------- | -------- |
| українська | 88,77 %  |
| молдовська | 4,73 %   |
| російська  | 4,28 %   |
| гагаузька  | 0,67 %   |
| румунська  | 0,50 %   |
| болгарська | 0,39 %   |
| вірменська | 0,28 %   |
| білоруська | 0,06 %   |
| інші       | 0,32 %   |

## Склад ради
Рада складалася з 16 депутатів та голови.
- Голова ради:Обухін Олександр Олександрович
- Секретар ради:

### Керівний склад попередніх скликань
| Прізвище, ім'я, по батькові    | Основні відомості                                                         | Дата обрання          | Дата звільнення       |
| ------------------------------ | ------------------------------------------------------------------------- | --------------------- | --------------------- |
| Обухін Олександр Олександрович | Сільський голова, 1961 року народження, освіта вища, член Партії регіонів | 26.03.2006            | 31.10.2010            |
| Обухін Олександр Олександрович | Сільський голова, 1961 року народження, освіта вища, позапартійний        | 31.10.2010 25.10.2015 | 25.10.2015 25.10.2020 |

Примітка: таблиця складена за даними сайту Верховної Ради України

### Депутати
За результатами місцевих виборів 2010 року депутатами ради стали:

#### За суб'єктами висування
| Суб'єкт висування                                       | Кількість обраних депутатів | %    |
| ------------------------------------------------------- | --------------------------- | ---- |
| Партія регіонів                                         | 9                           | 56,3 |
| Соціалістична партія України                            | 3                           | 18,8 |
| Політична партія Всеукраїнське об'єднання «Батьківщина» | 2                           | 12,5 |
| Самовисування                                           | 2                           | 12,5 |

#### За округами
| № округу                                                | Прізвище, ім'я, по батькові     | Дата визнання обраним | Освіта  | Партійна приналежність                        | Відомості про обраного депутата                                 |
| ------------------------------------------------------- | ------------------------------- | --------------------- | ------- | --------------------------------------------- | --------------------------------------------------------------- |
| Партія регіонів                                         |                                 |                       |         |                                               |                                                                 |
| 7                                                       | Смолекова Валентина Іллівна     | 01.11.2010            | середня | член Партії регіонів                          | сільська рада, секретар                                         |
| 8                                                       | Стефогло Василь Андрійович      | 01.11.2010            | вища    | позапартійний                                 | фермер                                                          |
| 9                                                       | Пятніченко Олег Борисович       | 01.11.2010            | середня | позапартійний                                 | загальноосвітня школа, оператор                                 |
| 10                                                      | Полюганіч Сергій Васильович     | 01.11.2010            | середня | член Партії регіонів                          | приватний підприємець                                           |
| 11                                                      | Обухін Микола Миколайович       | 01.11.2010            | вища    | член Партії регіонів                          | фермерське господарство, директор                               |
| 12                                                      | Пархоменко Олександр Васильович | 01.11.2010            | вища    | позапартійний                                 | фермерське господарство «Злагода», агроном                      |
| 13                                                      | Юрійчук Федір Миколайович       | 01.11.2010            | середня | член Партії регіонів                          | пенсіонер                                                       |
| 14                                                      | Вихристюк Михайло Миколайович   | 01.11.2010            | середня | член Партії регіонів                          | приватний підприємець                                           |
| 15                                                      | Медведовський Віталій Якович    | 01.11.2010            | вища    | член Партії регіонів                          | фермерське господарство, фермер                                 |
| Політична партія Всеукраїнське об'єднання «Батьківщина» |                                 |                       |         |                                               |                                                                 |
| 2                                                       | Горбаченко Леонід Леонтійович   | 01.11.2010            | середня | член Всеукраїнського об'єднання «Батьківщина» | пенсіонер                                                       |
| 3                                                       | Аннєнкова Наталія Юріївна       | 01.11.2010            | вища    | член Всеукраїнського об'єднання «Батьківщина» | загальноосвітня школа І-ІІІ ст. с. Катерино-Платонівка, вчитель |
| Соціалістична партія України                            |                                 |                       |         |                                               |                                                                 |
| 1                                                       | Запорожан Анатолій Миколайович  | 01.11.2010            | середня | позапартійний                                 | «Укртранснафта»                                                 |
| 5                                                       | Петренко Олександр Сергійович   | 01.11.2010            | середня | позапартійний                                 | фермер, голова                                                  |
| 6                                                       | Геращенко Олександр Васильович  | 01.11.2010            | вища    | позапартійний                                 | фермер, голова                                                  |
| Самовисування                                           |                                 |                       |         |                                               |                                                                 |
| 4                                                       | Гайдай Віталій Георгійович      | 01.11.2010            | середня | позапартійний                                 | фермер, голова                                                  |
| 16                                                      | Геращенко Віктор Миколайович    | 01.11.2010            | середня | позапартійний                                 | тимчасово не працює                                             |